# ケヤラ・ウォードレイ
ケヤラ・ウォードレイ（Keyara Wardley、2000年1月27日 - ）は、カナダの女子ラグビー選手。

## プロフィール
- カナダ・カルガリー出身[1]。
- 身長 163cm、体重 64kg
- U18女子代表に選ばれたことがある[2]。

## 略歴
2021年、東京五輪の7人制女子カナダ代表に選ばれた。
2024年、2024パリ五輪の7人制女子カナダ代表に選ばれて銀メダル獲得。